# Черна (Болеславецький повіт)
Черна (пол. Czerna, нім. Tschirne) — село в Польщі, у гміні Новоґродзець Болеславецького повіту Нижньосілезького воєводства.
Населення — 1078 осіб (2011).
У 1975-1998 роках село належало до Єленьоґурського воєводства.

## Демографія
Демографічна структура станом на 31 березня 2011 року:
|          | Загалом | Допрацездатний вік | Працездатний вік | Постпрацездатний вік |
| -------- | ------- | ------------------ | ---------------- | -------------------- |
| Чоловіки | 550     | 127                | 382              | 41                   |
| Жінки    | 528     | 109                | 338              | 81                   |
| Разом    | 1078    | 236                | 720              | 122                  |